# Aero Star
Aero Star (né le 22 octobre 1984 à Mexico), est un catcheur (lutteur professionnel) mexicain qui est actuellement sous contrat avec l'Asistencia Asesoría y Administración. Comme beaucoup de catcheurs mexicains, Aerostar porte un masque.
Il fait équipe avec Drago dans plusieurs fédération dont la AAA, la Lucha Underground et Impact Wrestling.

## Carrière

### Asistencia Asesoría y Administración (2003-...)
Lors de Guerra de Titanes 2016, lui et Fénix perdent contre Averno & Chessman dans un Three-Way Elimination Match qui comprenaient également Máscara Año 2000 Jr. et Villano IV et ne remporte pas les vacants AAA World Tag Team Championship. Lors de Triplemanía XXIV, lui et Drago battent Los Güeros del Cielo (Angélico et Jack Evans) et Paul London et Matt Cross et Hijo del Fantasma et Garza Jr dans un Four Way Match et remportent les AAA World Tag Team Championship.
Le 3 juin 2018 lors de AAA Verano De Escandalo 2018, il remporte un 6-Way match contre Australian Suicide, Darby Allin, Drago, Golden Magic & Sammy Guevara.
Le 25 août 2018 lors de Triplemania XXVI, Aerostar et Drago perdent un fatal-4 way tag team match contre Mexablood, ce match impliquait aussi la Team Impact (DJZ & Andrew Everett) et la Team ELITE (Laredo Kid & Golden Magic).

### Lucha Underground (2014-...)
Lors de Ultima Lucha Dos, lui, Drago et Fénix battent Jack Evans, Johnny Mundo et PJ Black et remportent les Lucha Underground Trios Championship.
Le 8 août, The Worldwide Underground (PJ Black, Taya, Johnny Mundo & Aerostar) bat The Reptile Tribe, Johnny Mundo obtient alors le droit de demander quoi que ce soit à Kobra Moon, il offre cependant son souhait à Aerostar qui souhaite que Drago soit libéré ce que Kobra Moon accepte. Johnny Mundo demande ensuite Taya en mariage, ce qu'elle accepte. 
Le 22 août, il perd par soumission face à Jake Strong, après le match Strong continue de lui porter son ankle lock, Aerostar sera secouru par Drago armé d'un nunchaku. Le 29 août, Drago perd par soumission contre Jake Strong. Après le match, Strong tente de lui casser la cheville, Aerostar tentera alors de lui venir en aide, mais il sera repoussé par Strong. Le 19 septembre, il perd contre Fénix. 
Le 26 septembre, il perd avec Drago par soumission contre Jake Strong au cours d'un 2-on-1 nunchuks match. Après le match, Strong brise la cheville de Drago.  

### Impact Wrestling (2018-...)
Le 22 avril à Redemption 2018, il bat Drago. 
Le 3 mai à Impact, il perd avec Drago et El Hijo Del Fantasma contre DJZ, Andrew Everett et Dezmond Xavier. Le 10 mai à Impact, il perd un Fatal-4 Way impliquant Drago, Taiji Ishimori et El Hijo Del Fantasma au profit de ce dernier. Le 24 mai à Impact, il perd avec Drago par disqualification contre oVe après une attaque de Eddie Edwards sur oVe. Le 7 juin à Impact, Drago et Aerostar perdent contre Z&E et ne remportent pas les titres par équipe de Impact. 
Le 20 septembre à Impact, il perd avec Laredo Kid & Vikingo contre Ohio Versus Everything.
Le 15 février lors de Impact Uncaged, il remporte la World Cup (2019) avec la Team AAA (Puma King, Vikingo & Psycho Clown) en battant la Team Impact (Sami Callihan, Fallah Bahh, Eli Drake & Eddie Edwards).

### Autres Fédérations
Il fait ses débuts à la Pro Wrestling Guerrilla en août 2015 en tant que participant à la Battle Of Los Angeles 2015, où il est éliminé par Brian Cage dès le premier tour. Deux jours après, lui, Chuck Taylor, Drew Galloway, Drew Gulak et Trent battent Timothy Thatcher, Andrew Everett, Drago, Mark Andrews et Tommaso Ciampa.
Le 4 septembre, il fait ses débuts pour la Chikara, en tant que participant au King Of Trios 2015 au côté de Drago et Fénix en tant "Team AAA" et leur de leur match de premier tour, ils battent The Gentleman's Club (Chuck Taylor, Drew Gulak et The Swamp Monster). Le lendemain, ils battent The Nightmare Warriors (Frightmare, Hallowicked et Silver Ant) pour se qualifier pour les Demi-Finales du tournoi. Le 6 septembre, ils battent The Devastation Corporation (Blaster McMassive, Flex Rumblecrunch et Max Smashmaster) en Demi -Finale, puis le Bullet Club (A.J. Styles et The Young Bucks) en finale pour remporter le tournoi. Le 3 septembre 2016, il retourne à la Chikara, en tant que participant au Rey de Voladores 2016 Tournament et remporte un four-way elimination match contre Amasis, Johnny Gargano et Wani pour avancer à la finale du tournoi. Le lendemain, il bat Tony Nese pour remporter le tournoi.
Lors de AAW Killers Among Us 2016, il perd contre AR Fox et ne remporte pas le AAW Heritage Championship.

## Palmarès
- Asistencia Asesoría y Administración
  - 1 fois AAA World Tag Team Championship Avec Drago
  - 1 fois AAA World Mixed Tag Team Championship avec Faby Apache
  - Alas de Oro (2008)
  - Copa Antonio Peña (2010)
  - Rey de Reyes (2019)
  - Best Match of the Night (2017) - with Drago vs. DJZ and Andrew Everett

- Battle Championship Wrestling Australia
  - 1 fois BCW Tag Team Champion avec Drago
- Chikara
  - King of Trios (2015) avec Drago et Fénix
  - Rey de Voladores (2016)[21]

- Impact ! Wrestling
  - World Cup (2019) - avec Psycho Clown, Puma King et Vikingo
- Lucha Underground
  - 1 fois Lucha Underground Trios Champion avec Drago et Fénix

## Récompenses des magazines
- Pro Wrestling Illustrated

| Année | 2010 | 2011 à 2014 | 2015 | 2016 | 2017       |
| ----- | ---- | ----------- | ---- | ---- | ---------- |
| Rang  | 397  | Non classé  | 166  | 215  | Non classé |